# John Henson (poppenspeler)
John Paul Henson (Greenwich (Connecticut), 25 april 1965 – Saugerties (New York) 14 februari 2014) was een Amerikaans poppenspeler.
Hij was het vierde kind van Jane en Jim Henson, en daarmee de broer van Lisa, Cheryl, Brian en Heather Henson. 
Vanaf midden jaren tachtig nam hij zo nu en dan openbare optredens van het Muppet-monster Sweetums over van Richard Hunt. Sinds Hunts dood in 1992 was John Henson de vaste speler van het monster, zoals onder andere in de films It's a Very Merry Muppet Christmas Movie, Muppet Treasure Island en Muppets from Space en in de videogame Muppets Party Cruise. Daarnaast was hij bestuurslid van The Jim Henson Company. 
John Henson stierf op 14 februari 2014 aan een hartinfarct.